# 克萊頓 (密歇根州)
克萊頓（英語：Clayton）是位於美國密歇根州萊納維縣多佛鎮區及哈德森鎮區的一個村。

## 人口
根據2020年美國人口普查的數據，克萊頓的面積為1.84平方千米，當中陸地面積為1.84平方千米，而水域面積為0.00平方千米。當地共有人口311人，而人口密度為每平方千米169人。